# Frédéric II Casimir Kettler
Frédéric II Casimir Kettler (allemand : Friedrich II Kasimir Kettler, letton : Frīdrihs II Kazimirs Ketlers; Mitau), (7 juillet 1650 — 22 janvier 1698), est duc de Courlande-Sémigalie du 1er janvier 1682 à sa mort.

## Biographie
Cinquième souverain de la dynastie Kettler, il est le fils ainé du duc Jacob Kettler (1610-1682) et de Louise-Charlotte de Brandebourg (1617-1676).
Il épouse Sophie-Amélie de Nassau-Siegen le 5 octobre 1675. Ils ont :
- Frédéric Kettler (3 avril 1682 – 11 février 1683).
- Marie Dorothée Kettler (2 août 1684 – 17 janvier 1743), mariée à Albert-Frédéric de Brandebourg-Schwedt.
- Éléonore Charlotte Kettler (11 juin 1686 – 28 juillet 1748), mariée à Ernest-Ferdinand de Brunswick-Wolfenbüttel-Bevern.
- Amélie Louise Kettler (27 juillet 1687 – 18 janvier 1750), mariée à Frédéric-Guillaume Ier de Nassau-Siegen.
- Christine Sophie Kettler (15 novembre 1688 – 22 avril 1694).

Il se remarie avec Élisabeth-Sophie de Brandebourg en 1691. Son seul fils vivant, Frédéric (III) Guillaume de Courlande-Sémigalie (1692-1711), lui succède à l'âge de 6 ans, sous la régence de son frère cadet Ferdinand Kettler (1655-1737).